# Departamento Marcos Juárez

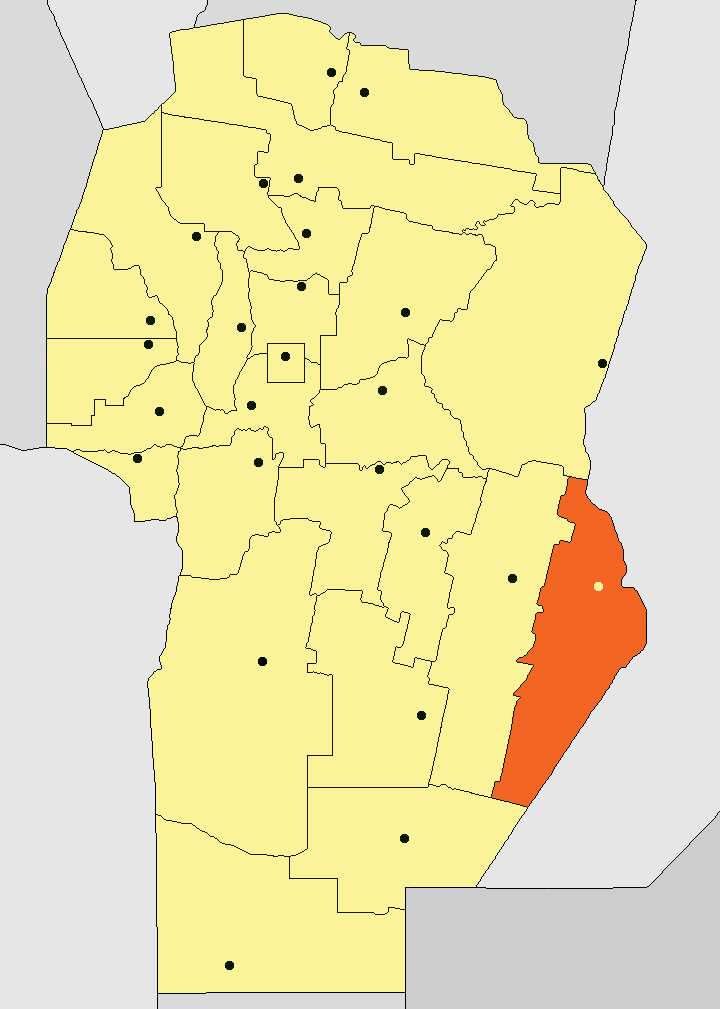
Lage des Departamento Marcos Juárez in der Provinz Córdoba

Marcos Juárez ist ein Departamento im östlichen Zentrum der zentralargentinischen Provinz Córdoba.
Insgesamt leben dort 107.764 Menschen auf 9204 km². Die Hauptstadt des Departamento ist Marcos Juárez.

## Städte und Dörfer
- Alejo Ledesma
- Arias
- Camilo Aldao
- Capitán General Bernardo O’Higgins
- Cavanagh
- Colonia Barge
- Colonia Italiana
- Corral de Bustos
- Cruz Alta
- General Baldissera
- General Roca
- Guatimozín
- Inriville
- Isla Verde
- Leones
- Los Surgentes
- Marcos Juárez
- Monte Buey
- Saira
- Saladillo
- Villa Elisa[2]